# Dudleya brittonii
Dudleya brittonii är en fetbladsväxtart som beskrevs av Johansen. Dudleya brittonii ingår i släktet Dudleya och familjen fetbladsväxter. Inga underarter finns listade i Catalogue of Life.

## Bildgalleri

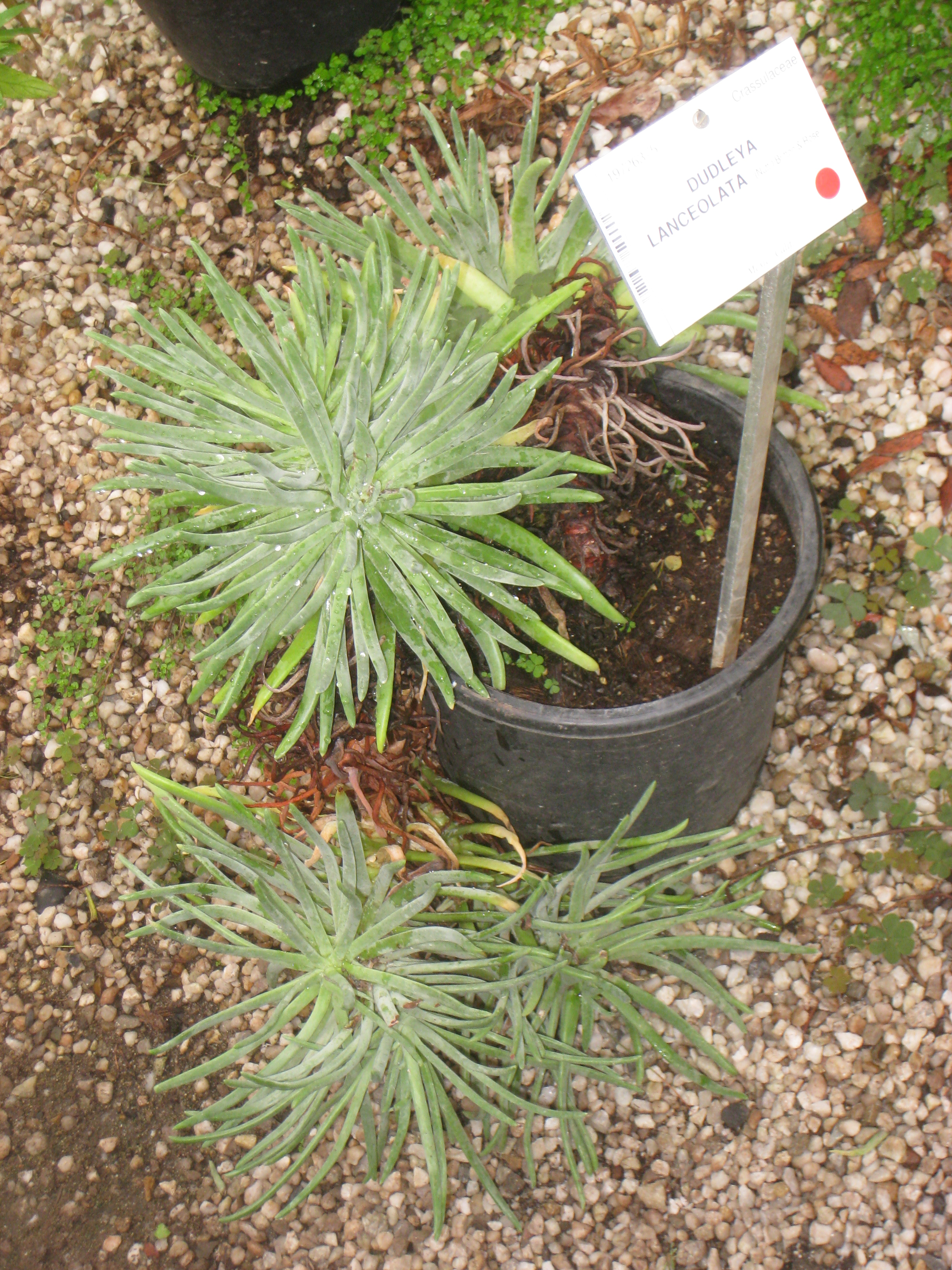
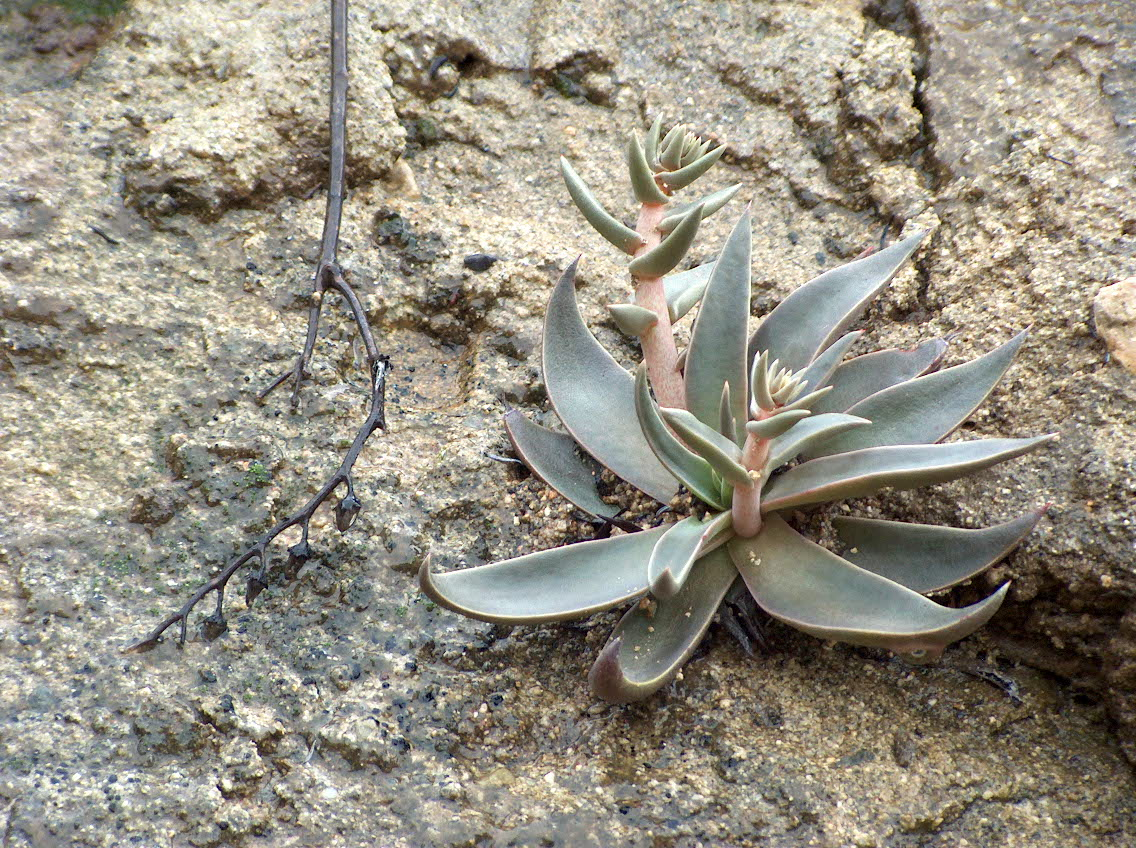
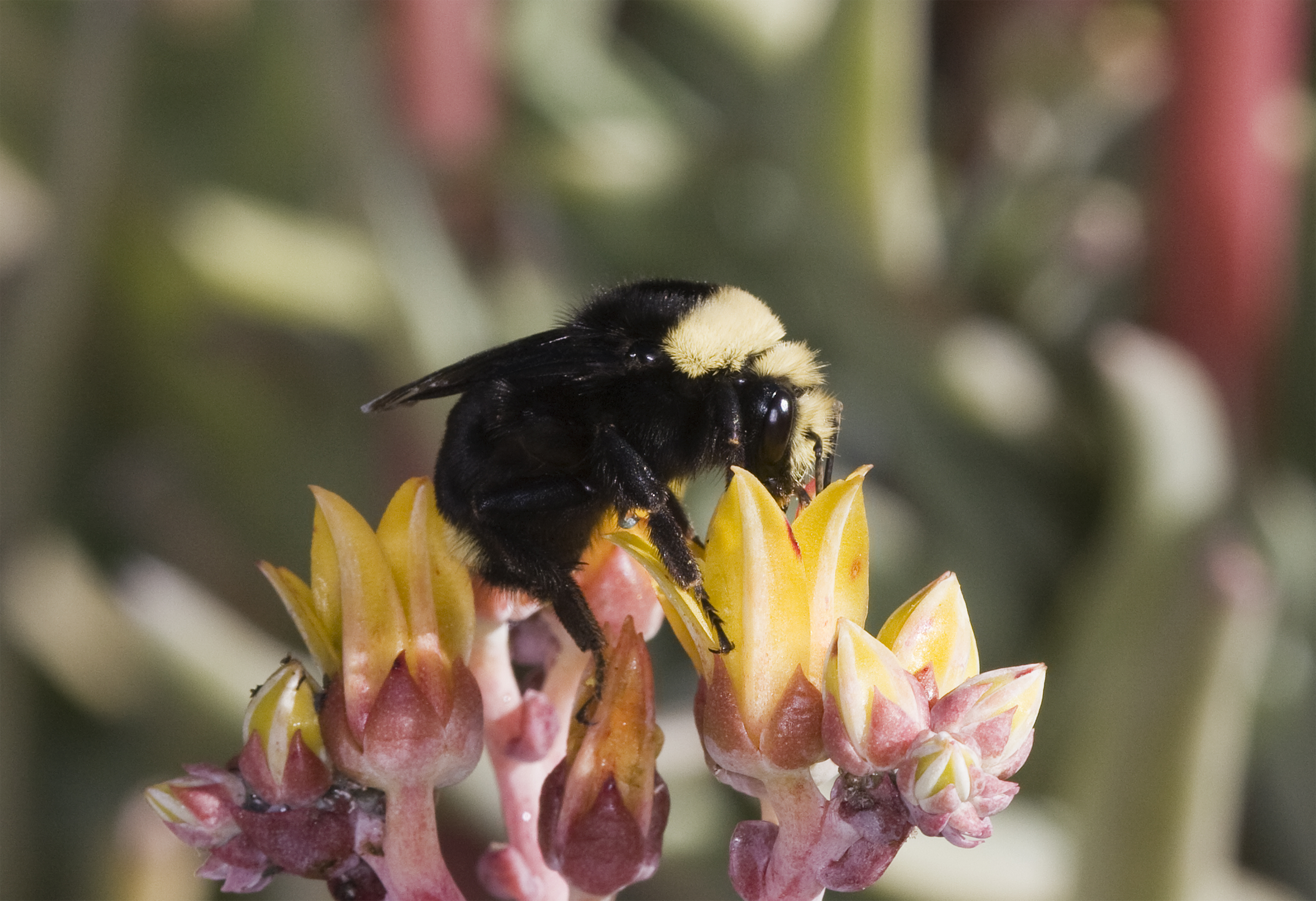